# Englerina triplinervia
Englerina triplinervia är en tvåhjärtbladig växtart som först beskrevs av Baker & Sprague, och fick sitt nu gällande namn av R.M. Polhill & D. Wiens. Englerina triplinervia ingår i släktet Englerina och familjen Loranthaceae. Inga underarter finns listade i Catalogue of Life.